# Clifton (Ohio)
Clifton è un villaggio degli Stati Uniti d'America, situato nello stato dell'Ohio, diviso tra la contea di Greene e la contea di Clark.